# (119904) 2002 EX6
2002 إي أكس 6 (ويعرف أيضًا باسم (119904) 2002 إي أكس 6 وفق تسمية الكوكب الصغير) (بالإنجليزية: 2002 EX6)‏ هو كويكب ضمن حزام الكويكبات؛ وترتيبه 119904 من حيث الاكتشاف.
اكتُشف هذا الجُرم الفلكي بواسطة روبرت إتش ماكنوت في 6 مارس 2002.

## وصلات خارجية
- (119904) 2002 EX6 في قاعدة بيانات مختبر الدفع النفاث لأجرام النظام الشمسي الصغيرة

- الاكتشاف · مخطط المدار ·  العناصر المدارية · المعلمات المادية

- (119904) 2002 EX6 على موقع ويكي سكاي: DSS2, SDSS, GALEX, IRAS, Hydrogen α, X-Ray, Astrophoto, Sky Map, Articles and images